# Fogats e Barrinòu
Fogats e Barrinòu (francès Fougax-et-Barrineuf) és un municipi occità. Si bé oficialment forma part del departament de l'Arieja, a la regió d'Occitània, tradicionalment és considerat part del país d'Òlmes, dins del Llenguadoc.

## Geografia
El municipi està situat als Pirineus sobre els rius Èrç Viu i Lassèt, i es troba entre la font intermitent de Fòntastòrbas, la Frau (gorges) i el castell de Montsegur.
Té els següents barris:
- lo Camp Aut, los Cristòls, la Clausa i la Poesia (Barrinòu)
- l'Ilha, Delà l'Aiga, Sant Miquèl i lo Martinèt (Fogats)
- l'Espina, l'Alibèrt i els Contes-Cossats (no formen part de cap dels dos anteriors)

## Llocs i monuments
- Gorges de La Frau.

## Personatges lligats a la comuna
- Samuel Beckett evoca el vilatge de Fogats e Barrinòu a la seva obra de teatre titulada Oh!, les beaux jours, d'on la ja citada chambre d'hotes pren el nom. Aquesta evocació ha inspirat Yves le Pestipon en ua obra titulada Samuel Beckett à Fougax-et-Barrineuf il·lustrada per fotos d'Agnès Birebent, natural de Fogats e Barrinòu.
- Adelin Moulis, originari del vilatge, ha escrit una cinquantena d'obres. És historiador, poeta i folklorista.